# Pertusariales
Pertusariales es un orden de hongos en la clase Lecanoromycetes. Contiene cinco familias.

## Galería

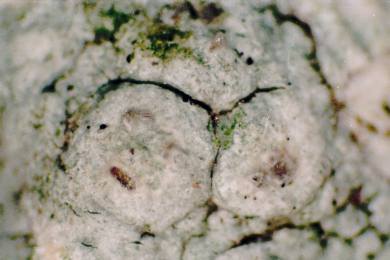
Pertusaria paratuberculifera (2 verrugas)
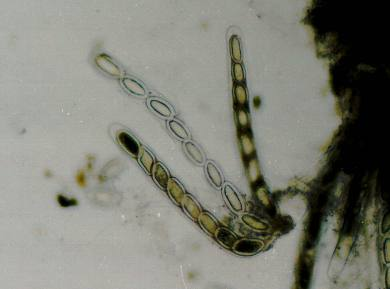
Pertusaria paratuberculifera (8 esporas en cada asca)